# ان‌جی‌سی ۱۰۸

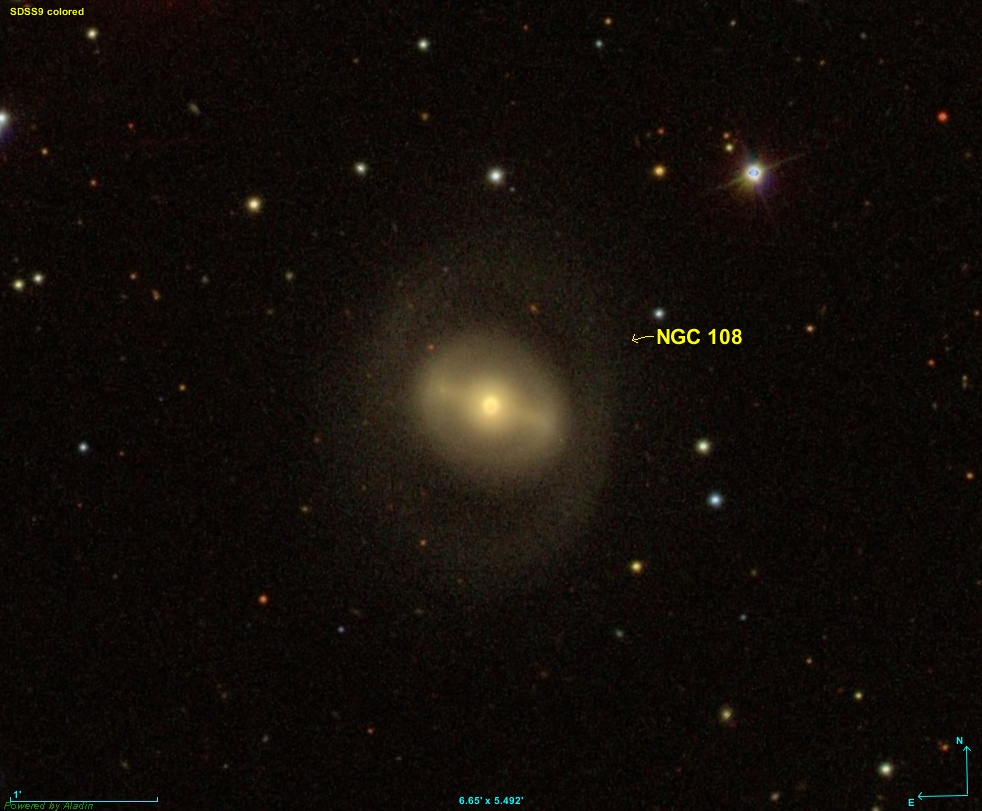
ان‌جی‌سی ۱۰۸

ان‌جی‌سی ۱۰۸ (به انگلیسی: NGC 108) یک کهکشان عدسی با قدر ظاهری ۱۳٫۳ است که در صورت فلکی زن برزنجیر قرار دارد.